# Шпигун, вийди геть!
«Шпигун, вийди геть!» (англ. Tinker Tailor Soldier Spy, букв. укр. Кітляр, кравець, солдат, шпигун) — британсько-французький трилер 2011 року, режисера Томаса Альфредсона. Знятий за мотивом роману Tinker, Tailor, Soldier, Spy (1974) британського письменника Джона Ле Карре.
В Україні прем'єра відбулась 8 грудня 2011 року. Також 25 листопада 2013 р. відбулась прем'єра на українському телебаченні у програмі «Підпільна імперія» на телеканалі 1+1.

## Опис
Багато співпрацівників британської розвідки здогадувалися, що в її керівництві давно засів «кріт», що працює на Радянський Союз. Але ті, хто наважувався про це заявляти відкрито, чомусь опинялися у відставці. Решта воліли мовчати. Але підтвердження існування радянського агента прийшло із зовсім несподіваного боку. Починається таємне розслідування, очолюване Джорджем Смайлі, що знаходиться у відставці. І ніхто, включно з вищим керівництвом розвідки, не повинен здогадатися, що на крота знову оголошено полювання.

## Сюжет
У 1973 році «Контроль», голова британської розвідки («Цирк»), відправляє Джима Прайде до Будапешта на зустріч з угорським генералом, якого називають «кротом» у верхівці британської розвідки. Зрозумівши, що зустріч є пасткою, Прайде отримує кулю при спробі втечі. Контроль і його права рука Джордж Смайлі змушені піти у відставку, а Контроль невдовзі помирає. Персі Елайн стає новим шефом, Білл Гейдон — його заступником, а Рой Бланд і Тобі Естергейс — лейтенантами. Вони вже почали отримувати радянські розвідувальні дані з таємного джерела (операція «Чаклунство»).
Польовий агент Рікі Тарр попереджає постійного заступника секретаря Олівера Лейкона, що у верхівці Цирку є кріт. Знаючи, що Управління має таку ж теорію, Лейкон просить Смайлі провести розслідування, в якому йому допомагають бос Тарра Пітер Ґуліам і відставний офіцер спецслужб Мендель.
Смайлі бере інтерв'ю у аналітика Конні Сакс, яку звільнили за те, що вона зробила висновок про те, що радянський аташе з питань культури Олексій Поляков був військовим і підозрювала, що він керує кротом у Лондоні.
Тарр розповідає Смайлі, що в Стамбулі радянський агент Ірина хотіла обміняти особистість «крота» в обмін на притулок. Через кілька годин після того, як Тарр телеграфував до Лондона, що радянський перебіжчик може ідентифікувати подвійного агента, начальника місцевої поліції було вбито, а Ірину викрадено. Побоюючись за своє життя, Тарр переховується. Смайлі посилає Ґуліама викрасти журнал чергового офіцера за ніч, коли Тарр зв'язався з Лондоном. Ґуліама несподівано викликають до керівництва Цирку і повідомляють, що Тарр — зрадник. Смайлі виявляє, що сторінки журналу за відповідну ніч були вилучені, що підтверджує розповідь Тарра. Смайлі переконаний, що «кріт» намагається дискредитувати Тарра.
Смайлі розповідає Ґуліаму, що в 1955 році він пропонував радянському розвіднику Карлу дезертирувати, пропоноючи йму «подумати про дружину», і надто пізно зрозумів, що розкрив власне слабке місце — кохання до дружини. Колишній черговий офіцер Джеррі Вестербі розповідає Смайлі про те, як стрілянина Прайде шокувала «Контроль». Вестербі залишив повідомлення Енн Смайлі — тоді прибув Гейдон і взяв на себе відповідальність. Ґіллам дивується, як Гейдон міг дізнатися про надзвичайну ситуацію, але Смайлі розповідає йому, що у Хейдона був роман з Енн.
Прайде, який насправді живий і зараз працює шкільним учителем, розповідає Смайлі, що його будапештська місія полягала в тому, щоб передати інформацію про «крота» в «Контроль», використовуючи одне з кодових імен, присвоєних «Контролем» кожному з членів Цирку, підозрюваному в тому, що він є «кротом» — «Лудильник», «Кравець», «Солдат», «Жебрак» і «Злидар». Його катували в КДБ, і він бачив, як на його очах розстріляли Ірину.
Смайлі повідомляє Лейкону і міністру, що операція «Чаклунство» — це обман. Британська служба вважає, що Поляков приносить їй російські секрети, тоді як насправді кріт використовує зустрічі, щоб передати Карлі британські секрети. Висока якість розвідданих операції «Чаклунство» покликана заманити ЦРУ до обміну розвідданими з Британією, які кріт може потім також злити Карлі.
Смайлі погрожує Естерхейзу депортацією, щоб отримати адресу конспіративної квартири «Чаклунство». Тарр приїжджає на паризький вокзал і повідомляє Лондону, що у нього є життєво важлива інформація. Смайлі чекає на конспіративній квартирі, поки «кріт» попередить Полякова, що Тарр збирається розкрити їхнє прикриття, і заарештовує Гейдона, погрожуючи пістолетом. Пізніше Гейдон підтверджує, що спокусив Енн за наказом Карли, щоб затьмарити розум Смайлі. Після від'їзду Смайлі Прайде стріляє в Гейдона здалеку і вбиває його. Енн повертається додому, а Смайлі повертається до Цирку на посаду директора.

## У ролях
- Гарі Олдмен — Джордж Смайлі, «Беґермен»
- Колін Ферт — Білл Гейдон, «Кравець»
- Бенедикт Камбербетч — Пітер Ґуліам
- Том Гарді — Рікі Тарр
- Джон Гарт — контролер
- Тобі Джонс — Персі Елайн, «Тінкер»
- Марк Стронг — Джим Прайде
- Кіаран Гайндс — Рой Бланд, «Солдат»
- Девід Денсік — Тобі Естергейс, «Бідняк»
- Стівен Грем — Джеррі Вестерби
- Саймон Макберні — Олівер Лейкон
- Світлана Ходченкова — Ірина
- Кеті Берк — Конні Сакс
- Роджер Ллойд-Пак — Мендель
- Крістіан МакКей — Макелво
- Костянтин Хабенський — Поляков
- Майк Сарне — Карла
- Томаш Ковальські — Борис
- Золтан Мучі — угорський агент